# Naineris
Naineris is een geslacht van borstelwormen uit de familie van de Orbiniidae.

## Soorten
- Naineris antarctica Blake, 2017
- Naineris argentiniensis Blake, 2017
- Naineris aurantiaca (Müller, 1858)
- Naineris australis Hartman, 1957
- Naineris bicornis Hartman, 1951
- Naineris chilensis Hartmann-Schröder, 1965
- Naineris dendritica (Kinberg, 1866)
- Naineris furcillata Blake, 2017
- Naineris grubei (Gravier, 1908)
- Naineris jacutica Annenkova, 1931
- Naineris japonica Imajima, 2009
- Naineris kalkudaensis (De Silva, 1965)
- Naineris laevigata (Grube, 1855)
- Naineris mutilata Treadwell, 1931
- Naineris nannobranchia Chamberlin, 1919
- Naineris quadraticeps Day, 1965
- Naineris quadricuspida (Fabricius, 1780)
- Naineris retusiceps Chamberlin, 1919
- Naineris setosa (Verrill, 1900)
- Naineris uncinata Hartman, 1957
- Naineris victoriae Day, 1977

### Taxon inquirendum
- Naineris brevicephala Hartmann-Schröder, 1960

### Synoniemen
- Naineris (Polynaineris) Pettibone, 1957 => Naineris Blainville, 1828
- Naineris (Polynaineris) kalkudaensis De Silva, 1965 => Naineris kalkudaensis (De Silva, 1965)
- Naineris (Naineris) berkeleyorum Pettibone, 1957 => Naineris uncinata Hartman, 1957
- Naineris chilensis Carrasco, 1977 => Naineris furcillata Blake, 2017
- Naineris hexaphyllum (Schmarda, 1861) => Naineris laevigata (Grube, 1855)
- Naineris longa Moore, 1909 => Naineris dendritica (Kinberg, 1866)
- Naineris robustus Moore, 1909 => Naineris dendritica (Kinberg, 1866)